# Anima e Corpo Orobica Calcio Femminile 2012-2013
Questa voce raccoglie le informazioni riguardanti l'Associazione Sportiva Dilettantistica Anima e Corpo Orobica Calcio Femminile nelle competizioni ufficiali della stagione 2012-2013.

## La stagione

### Rosa
Rosa aggiornata alla fine del campionato.
| N. |                   | Ruolo | Calciatrice       |
| -- | ----------------- | ----- | ----------------- |
|    | Italia (bandiera) | P     | Viola Bruno       |
|    | Italia (bandiera) | P     | Margherita Salvi  |
|    | Italia (bandiera) | P     | Francesca Ventura |
|    | Italia (bandiera) | D     | Marta Brasi       |
|    | Italia (bandiera) | D     | Denise Brevi      |
|    | Italia (bandiera) | D     | Barbara Ceppi     |
|    | Italia (bandiera) | D     | Marianna Marini   |
|    | Italia (bandiera) | D     | Sara Papadato     |
|    | Italia (bandiera) | D     | Manuela Rimondi   |
|    | Italia (bandiera) | D     | Guya Vavassori    |
|    | Italia (bandiera) | D     | Ilenia Zangari    |
|    | Italia (bandiera) | C     | Melissa Inconis   |
|    | Italia (bandiera) | C     | Laura Loseto      |
|    | Italia (bandiera) | C     | Laura Pasinetti   |

| N. |                   | Ruolo | Calciatrice               |
| -- | ----------------- | ----- | ------------------------- |
|    | Italia (bandiera) | C     | Valentina Peccina         |
|    | Italia (bandiera) | C     | Miriam Pirovano           |
|    | Italia (bandiera) | C     | Chiara Poeta              |
|    | Italia (bandiera) | C     | Karin Previtali           |
|    | Italia (bandiera) | C     | Valentina Quistini        |
|    | Italia (bandiera) | C     | Veronica Rizzo            |
|    | Italia (bandiera) | C     | Monica Tiburzio           |
|    | Italia (bandiera) | C     | Alice Valente             |
|    | Italia (bandiera) | C     | Amalia Vezzoli (capitano) |
|    | Italia (bandiera) | A     | Lina Gritti               |
|    | Italia (bandiera) | A     | Daniela Pizzi             |
|    | Italia (bandiera) | A     | Benghalina Tihsler        |
|    | Italia (bandiera) | A     | Eleonora Vitale           |

### Statistiche dei giocatori
Presenze e reti fatte e subite.
| Giocatore    | Serie A  | Serie A | Serie A     | Serie A    | Coppa Italia | Coppa Italia | Coppa Italia | Coppa Italia | Totale   | Totale | Totale      | Totale     |
| Giocatore    | Presenze | Reti    | Ammonizioni | Espulsioni | Presenze     | Reti         | Ammonizioni  | Espulsioni   | Presenze | Reti   | Ammonizioni | Espulsioni |
| ------------ | -------- | ------- | ----------- | ---------- | ------------ | ------------ | ------------ | ------------ | -------- | ------ | ----------- | ---------- |
| M. Brasi     | 18       | 0       | 1           | 0          | 0            | 0            | 0            | 0            | 18       | 0      | 1           | 0          |
| D. Brevi     | 16       | 2       | 1           | 0          | 0            | 0            | 0            | 0            | 16       | 2      | 1           | 0          |
| V. Bruno     | 0        | 0       | 0           | 0          | 0            | 0            | 0            | 0            | 0        | 0      | 0           | 0          |
| B. Ceppi     | 7        | 0       | 0           | 0          | 0            | 0            | 0            | 0            | 7        | 0      | 0           | 0          |
| L. Gritti    | 19       | 8       | 0           | 1          | 0            | 0            | 0            | 0            | 19       | 8      | 0           | 1          |
| M. Inconis   | 7        | 2       | 0           | 0          | 0            | 0            | 0            | 0            | 7        | 2      | 0           | 0          |
| L. Loseto    | 1        | 0       | 0           | 0          | 0            | 0            | 0            | 0            | 1        | 0      | 0           | 0          |
| M. Marini    | 0        | 0       | 0           | 0          | 0            | 0            | 0            | 0            | 0        | 0      | 0           | 0          |
| S. Papadato  | 10       | 0       | 2           | 0          | 0            | 0            | 0            | 0            | 10       | 0      | 2           | 0          |
| L. Pasinetti | 4        | 0       | 0           | 0          | 0            | 0            | 0            | 0            | 4        | 0      | 0           | 0          |
| V. Peccina   | 15       | 3       | 1           | 0          | 0            | 0            | 0            | 0            | 15       | 3      | 1           | 0          |
| M. Pirovano  | 1        | 0       | 0           | 0          | 0            | 0            | 0            | 0            | 1        | 0      | 0           | 0          |
| D. Pizzi     | 5        | 0       | 2           | 0          | 0            | 0            | 0            | 0            | 5        | 0      | 2           | 0          |
| C. Poeta     | 18       | 0       | 2           | 0          | 0            | 0            | 0            | 0            | 18       | 0      | 2           | 0          |
| K. Previtali | 19       | 4       | 0           | 0          | 0            | 0            | 0            | 0            | 19       | 4      | 0           | 0          |
| V. Quistini  | 8        | 1       | 0           | 0          | 0            | 0            | 0            | 0            | 8        | 1      | 0           | 0          |
| M. Rimondi   | 7        | 0       | 2           | 0          | 0            | 0            | 0            | 0            | 7        | 0      | 2           | 0          |
| V. Rizzo     | 15       | 1       | 0           | 0          | 0            | 0            | 0            | 0            | 15       | 1      | 0           | 0          |
| M. Salvi     | 4        | -6      | 0           | 0          | 0            | 0            | 0            | 0            | 4        | -6     | 0           | 0          |
| M. Tiburzio  | 9        | 0       | 0           | 0          | 0            | 0            | 0            | 0            | 9        | 0      | 0           | 0          |
| A.B. Tihsler | 17       | 7       | 1           | 0          | 0            | 0            | 0            | 0            | 17       | 7      | 1           | 0          |
| A. Valente   | 14       | 1       | 1           | 0          | 0            | 0            | 0            | 0            | 14       | 1      | 1           | 0          |
| G. Vavassori | 10       | 1       | 0           | 0          | 0            | 0            | 0            | 0            | 10       | 1      | 0           | 0          |
| F. Ventura   | 16       | -17     | 1           | 0          | 0            | 0            | 0            | 0            | 16       | -17    | 1           | 0          |
| A. Vezzoli   | 19       | 3       | 1           | 0          | 0            | 0            | 0            | 0            | 19       | 3      | 1           | 0          |
| E. Vitale    | 2        | 0       | 0           | 0          | 0            | 0            | 0            | 0            | 2        | 0      | 0           | 0          |
| I. Zangari   | 12       | 1       | 1           | 0          | 0            | 0            | 0            | 0            | 12       | 1      | 1           | 0          |